# Schunkea
Schunkea là một chi thực vật có hoa trong họ Lan.